# Ateuchus hoplopygum
Ateuchus hoplopygum là một loài bọ cánh cứng trong họ Bọ hung (Scarabaeidae).